# USS Tripoli (CVE-64)
Pour les autres navires du même nom, voir USS Tripoli.
L'USS Tripoli (CVE-64) est un porte-avions d'escorte de classe Casablanca en service dans l'US Navy durant la Seconde Guerre mondiale.
Initialement désigné Didrickson Bay, sa quille est posée en vertu du contrat de la United States Maritime Commission le 1er février 1943 par Kaiser Shipyards, à Vancouver dans l'état de Washington. Rebaptisé Tripoli le 3 avril 1943, il est lancé le 13 juillet 1943, parrainé par Mme Leland D. Webb, et mis en service à Astoria (Oregon) le 31 octobre 1943 avec le capitaine Wendell G. Switzer au commandement. Le CVE-64 est le premier navire de l'US Navy à porter le nom de la bataille de la guerre de Tripoli.

## Historique
Il participe à la guerre dans l'océan Atlantique, traquant les sous-marins allemands alors que la bataille de l'Atlantique touche à sa fin. En janvier 1945, il est redéployé dans le Pacifique.
Après avoir participé à l'opération Magic Carpet, il est désarmé à Norfolk le 22 mai 1946 et mis en réserve. Le début de la guerre de Corée entraîne la réactivation du Tripoli à New York le 5 janvier 1952. Il effectua des transports d'aviation en direction de l'Europe, de la Méditerranée puis de l'Extrême-Orient.
Reclassé CVU-64 le 12 juin 1955 puis T-CVU le 1er juillet 1958, le Tripoli est retiré du service à La Nouvelle-Orléans le 25 novembre 1958. Rayé du Naval Vessel Register le 1er février 1959, il est vendu à la démolition à un chantier japonais en janvier 1960.